# Les Costes
Les Costes – miejscowość i dawna gmina we Francji, w regionie Prowansja-Alpy-Lazurowe Wybrzeże, w departamencie Alpy Wysokie. W 2013 roku populacja ówczesnej gminy wynosiła 174 mieszkańców. 
W dniu 1 stycznia 2018 roku z połączenia dwóch ówczesnych gmin – Chauffayer, Les Costes oraz Saint-Eusèbe-en-Champsaur – utworzono nową gminę Aubessagne. Siedzibą gminy została miejscowość Chauffayer.